# 齋藤利明
齋藤 利明（さいとう としあき、1940年1月 -2020年8月）は日本とアメリカで活躍した日本人カーデザイナー、工業デザイナー。スポーツ・クーペのフォード・プローブのデザインにチーフ・デザイナーとして携わるなど、海外で活躍する日本人デザイナーの草分け的存在として知られる。曾祖父は、幕末の土佐藩家老で、明治政府で刑部大輔、参議、元老院議官を務めた斎藤利行、娘婿は、国際政治学者で日本大学准教授の井手康仁である。墓所は青山霊園にある。

## 略歴
1940年、東京府東京市（現東京都）牛込区生まれ。
慶應義塾普通部、慶應義塾高等学校を経て、1962年、慶應義塾大学工学部（現理工学部）機械工学科卒業。
1965年、渡米してカリフォルニア州のアートセンター・カレッジ・オブ・デザインに留学。ここでカーデザインを学ぶ。修了後、ゼネラルモーターズとフォード両社からスカウトされるが、フォードに入社した。
2020年8月3日、がんのため、東京都大田区の自宅で死去。80歳没。

## 代表作
- フォード・プローブ （GT）
- フォード・プローブ （LX）
- フォード・マスタング